# Marco Rotondi
Marco Rotondi (Genova, 4 marzo 1951) è un saggista e psicologo italiano, docente presso l'Università di Genova, esperto di managment.

## Biografia
Laureato in ingegneria nel 1976, ha poi deciso di cambiare percorso e specializzarsi in Psicologia dei Gruppi, iniziando una nuova carriera come formatore e consulente per le organizzazioni pubbliche e private. All’inizio degli anni ’90 ha portato la formazione Outdoor in Italia, adeguandola alla cultura europea. Oggi è docente e relatore per l'area Capitale Umano, Intangible Assets, Change Management.

## Opere principali
- Nuovi alfabeti  (1995, F.Angeli) con Ennio Baldini e Federico Moroni,
- Il Processo Integrato di Sviluppo delle Persone  (1998, Edizioni EMI),
- Facilitare l’apprendere (2000, F.Angeli),
- Un Senso per l’apprendere (2002, F.Angeli),
- Formazione Outdoor: Apprendere dall’esperienza (2004, F.Angeli),
- Formazione di valore (2006, F.Angeli),
- Che capo vuoi? (2008, Guerini e Associati) con W.Passerini,
- Obama Leadership (2009, F.Angeli) con F.Mioni,
- Wellness Organizzativo (2011, F.Angeli) con W.Passerini.
- Wellness Organizzativo in Sanità (2012, Feltrinelli) con RuSan
- Progettare l’Outdoor Training. Il metodo OMT® (2013, Edizioni EMI) con Siot
- Riconoscere il merito in Sanità (2014, Edizioni EMI) con RUSAN
- Age Management nelle aziende sanitarie (2015, Edizioni EMI) con RUSAN
- Realizzare l’outdoor training. Il metodo OMT® (2016, Edizioni EMI) con Siot
- Formazione senza aula (2017, Edizioni EMI),
- Inserimento dei giovani al lavoro in Sanità (2017, Edizioni EMI) con RUSAN,
- Senso, valori ed etica nel lavoro in Sanità (2019, Edizioni EMI) con RUSAN,
- La gestione delle Risorse Umane in Sanità. Strategie di intervento per le Aziende sanitarie (2019, F.Angeli)